# Кардинал південний
Кардинал південний (Cardinalis phoeniceus) — вид горобцеподібних птахів родини кардиналових (Cardinalidae).

## Поширення
Вид поширений на півночі Венесуели (штати Лара, Сулія, Фалькон, Сукре, Ансоатегі, острів Маргарита) та на північному сході Колумбії (півострів Гуахіра). Населяє напівпосушливі чагарники, для яких характерні кактуси та колючі бобові.

## Опис
Дрібний птах, завдовжки 19 см, та вагою 20-30 г. Це масивний птах з великим і конічним дзьобом, довгим прямокутним хвостом і характерним еректильним гребнем на голові, який тварина зводить при збудженні або нервуванні.
Самець має однорідне фіолетово-червоне забарвлення по всьому тілу, з ледь помітною чорною маскою навколо дзьоба. Самиця сіра на голові, спині та крилах із тенденцією до темноти та коричневого кольору на хвості та маховому пір'ї, а груди й живіт жовто-помаранчевого кольору: на грудях можуть бути фіолетові відтінки. У самиці маска навколо дзьоба, хоча і не дуже чітка, вираженіша і продовжується смугою, яка виходить за межі ока і досягає скронь.
У обох статей дзьоб чорний, ноги темно-тілесного кольору, а очі темно-карі.

## Спосіб життя
Харчується комахами, часто утворюючи змішані групи з іншими видами. Репродуктивний період зазвичай починається в середині березня і закінчується в середині серпня. Чашоподібне гніздо будує серед чагарників. У кладці 2-4 яєць. Насиджує самиця. Інкубація триває два тижня. Пташенята відлітають з гнізда через 10 днів.